# Хайястан
„Хайястан“ (на български: Армения) e арменски седмичен вестник, който излиза от 10 март до 26 септември 1915 г. и през 1919 – 1920 г. в София, а от 1920 до 19 ноември 1925 г. – в Пловдив.
Вестникът е обществено-политически и изразява мнението на Арменската националреволюционна партия „Дашнакисти“. Излиза в сряда и събота, от 1921 до 1925 г. е всекидневник, през първата половина на 1925 г. излиза два пъти месечно, а последните 18 броя – веднъж седмично.
Издател е Хугас Минасян. Отпечатва се в печатница П. Глушков в София и печатница „Работник“ в Пловдив. От брой 8 собственик е Димитър Ляпов Гурин, отговорен редактор – Григор Василев. От 1922 г. отговорен редактор е Мъгърдич Тслалян. Редактори са Дикран Хачикян-Арзуман (1915), Л. Назарянц, Ованес Деведжиян и К. Пилибосян (1919), Он. Вартанян (1919 – 1922) и Ованес Деведжиян (1922 – 1925).
През 1919 – 1923 г. е с подзаглавие Народностен и политически вестник, а след това – Народен, литераурен, политически седмичник. Заглавието на вестника е на арменски и български език, а от 1920 г. и на френски език.